# Daphnopsis longipedunculata
Daphnopsis longipedunculata är en tibastväxtart som beskrevs av Ernest Friedrich Gilg och Domke. Daphnopsis longipedunculata ingår i släktet Daphnopsis och familjen tibastväxter. Inga underarter finns listade i Catalogue of Life.